# وهب بن عمير
وهب بن عمير ، صحابي، وهو ابن الصحابي عمير بن وهب، شهد فَتْح مصر، وكانت لدار بني جُمح بِرْكة يجتمع فيها الماء؛ وولي وهب بن عمير بَحْرَ مصر في غَزوة عَمورية سنة 23 هـ. مات وهو بالشام مجاهدًا.